# Fredrik Nordkvelle
Fredrik Lund Nordkvelle (Porsgrunn, 13 settembre 1985) è un calciatore norvegese, centrocampista dell'Urædd.

## Carriera

### Club
Nordkvelle debuttò nella 1. divisjon con la maglia del Pors Grenland in data 12 aprile 2004, quando sostituì John Erling Kleppe nella sconfitta per 4-0 contro lo Start, entrando in campo a circa un quarto d'ora dalla fine dell'incontro. Il 31 maggio dello stesso anno, fu Nordkvelle a segnare la rete del definitivo 4-0 nel successo contro il Mandalskameratene.
Il 30 luglio 2006, fu protagonista di una doppietta in casa del Sogndal, contribuendo così al successo della sua squadra per 3-0. Due giornate dopo sancì la vittoria in casa del Sarpsborg 08, siglando la rete del 2-1 finale a dieci minuti dal termine della gara. In tre stagioni, con la maglia del Pors Grenland, giocò 51 partite, con 6 reti all'attivo.
Dopo aver impressionato favorevolmente l'allora allenatore Dag-Eilev Fagermo, fu ingaggiato dallo Strømsgodset. La prima gara ufficiale con la nuova maglia la disputò il 25 luglio 2007, nel quarto turno dell'edizione stagionale della Coppa di Norvegia: lo Strømsgodset si impose per 4-1 contro il Notodden e Nordkvelle sostituì Christer George nel corso del secondo tempo. Quattro giorni dopo, giocò la prima gara nell'Eliteserien: subentrò infatti a Ousman Nyan nella sconfitta per 2-4 contro il Brann, fornendo l'assist per il secondo gol della sua squadra, realizzato da Thomas Finstad.
La stagione seguente, realizzò la prima rete per lo Strømsgodset, nella sconfitta sul campo dello Aalesund per 5-1. Sebbene inutile ai fini del risultato, il gol fu premiato dagli spettatori di TV2 come il più bello della stagione.
Nel 2010, fu tra i protagonisti della vittoriosa scalata verso il successo nella Norgesmesterskapet. Fu sua, infatti, la rete dello 1-2 finale in casa del Ranheim, nei quarti di finale della competizione, permettendo così il passaggio del turno del suo club. Fu titolare anche nella finale contro il Follo, conclusasi con il successo della sua squadra per 0-2. Rimase al Godset anche per tutto il campionato 2011.
Il 30 agosto 2011 firmò un contratto con il Brann, che sarebbe stato valido dal 1º gennaio successivo. Debuttò in squadra il 25 marzo 2012, schierato titolare nella sconfitta per 3-1 sul campo del Rosenborg. L'11 agosto realizzò la prima rete, nel successo per 3-2 sullo Haugesund.
L'11 agosto 2013, si trasferì all'Odd, a cui si legò con un contratto di quattro anni e mezzo. Il 24 agosto, nel corso della sfida persa per 1-3 contro il Brann, subì la frattura del perone, rimanendo così lontano dai campi da gioco per un paio di mesi. In vista del campionato 2014, cambiò il numero di maglia, passando dal 18 al 14.
Si è ritirato dal calcio professionistico al termine del campionato 2020. Ha comunque continuato a giocare a livello dilettantistico, nell'Urædd.

## Statistiche

### Presenze e reti nei club
Statistiche aggiornate al 24 marzo 2023.
| Stagione             | Club                 | Campionato           | Campionato | Campionato | Coppe nazionali | Coppe nazionali | Coppe nazionali | Coppe continentali | Coppe continentali | Coppe continentali | Supercoppe | Supercoppe | Supercoppe | Totale | Totale |
| Stagione             | Club                 | Comp                 | Pres       | Reti       | Comp            | Pres            | Reti            | Comp               | Pres               | Reti               | Comp       | Pres       | Reti       | Pres   | Reti   |
| -------------------- | -------------------- | -------------------- | ---------- | ---------- | --------------- | --------------- | --------------- | ------------------ | ------------------ | ------------------ | ---------- | ---------- | ---------- | ------ | ------ |
| 2004                 | Pors Grenland        | 1D                   | 13         | 1          | CN              | 0               | 0               | -                  | -                  | -                  | -          | -          | -          | 13     | 1      |
| 2005                 | Pors Grenland        | 1D                   | 13         | 0          | CN              | 0               | 0               | -                  | -                  | -                  | -          | -          | -          | 13     | 0      |
| 2006                 | Pors Grenland        | 1D                   | 25         | 5          | CN              | 0               | 0               | -                  | -                  | -                  | -          | -          | -          | 25     | 5      |
| Totale Pors Grenland | Totale Pors Grenland | Totale Pors Grenland | 51         | 6          |                 | 0               | 0               |                    | -                  | -                  |            | -          | -          | 51     | 6      |
| 2007                 | Strømsgodset         | ES                   | 9          | 0          | CN              | 2               | 0               | -                  | -                  | -                  | -          | -          | -          | 11     | 0      |
| 2008                 | Strømsgodset         | ES                   | 21         | 1          | CN              | 3               | 0               | -                  | -                  | -                  | -          | -          | -          | 24     | 1      |
| 2009                 | Strømsgodset         | ES                   | 27         | 5          | CN              | 1               | 0               | -                  | -                  | -                  | -          | -          | -          | 28     | 5      |
| 2010                 | Strømsgodset         | ES                   | 24         | 4          | CN              | 4               | 1               | -                  | -                  | -                  | -          | -          | -          | 28     | 5      |
| 2011                 | Strømsgodset         | ES                   | 29         | 5          | CN              | 4               | 1               | UEL                | 2                  | 0                  | -          | -          | -          | 35     | 6      |
| Totale Strømsgodset  | Totale Strømsgodset  | Totale Strømsgodset  | 110        | 15         |                 | 14              | 2               |                    | 2                  | 0                  |            | -          | -          | 126    | 17     |
| 2012                 | Brann                | ES                   | 24         | 2          | CN              | 4               | 1               | -                  | -                  | -                  | -          | -          | -          | 28     | 3      |
| ago.-dic. 2013       | Brann                | ES                   | 13         | 2          | CN              | 1               | 0               | -                  | -                  | -                  | -          | -          | -          | 14     | 2      |
| Totale Brann         | Totale Brann         | Totale Brann         | 37         | 4          |                 | 5               | 1               |                    | -                  | -                  |            | -          | -          | 42     | 5      |
| ago.-dic. 2013       | Odd                  | ES                   | 2          | 0          | CN              | -               | -               | -                  | -                  | -                  | -          | -          | -          | 2      | 0      |
| 2014                 | Odd                  | ES                   | 26         | 1          | CN              | 7               | 1               | -                  | -                  | -                  | -          | -          | -          | 33     | 2      |
| 2015                 | Odd                  | ES                   | 24         | 9          | CN              | 1               | 0               | UEL                | 6                  | 1                  | -          | -          | -          | 0      | 0      |
| 2016                 | Odd                  | ES                   | 29         | 7          | CN              | 2               | 0               | UEL                | 3                  | 1                  | -          | -          | -          | 34     | 8      |
| 2017                 | Odd                  | ES                   | 21         | 1          | CN              | 1               | 0               | UEL                | 4                  | 0                  | -          | -          | -          | 26     | 1      |
| 2018                 | Odd                  | ES                   | 24         | 2          | CN              | 3               | 0               | -                  | -                  | -                  | -          | -          | -          | 27     | 2      |
| 2019                 | Odd                  | ES                   | 23         | 5          | CN              | 5               | 0               | -                  | -                  | -                  | -          | -          | -          | 28     | 5      |
| 2020                 | Odd                  | ES                   | 24         | 1          | -               | -               | -               | -                  | -                  | -                  | -          | -          | -          | 24     | 1      |
| Totale Odd           | Totale Odd           | Totale Odd           | 173        | 26         |                 | 19              | 1               |                    | 13                 | 2                  |            | -          | -          | 205    | 29     |
| 2021                 | Urædd                | 4D                   | ?          | ?          | CN              | ?               | ?               | -                  | -                  | -                  | -          | -          | -          | ?      | ?      |
| 2022                 | Urædd                | 3D                   | 14         | 1          | CN              | 1               | 1               | -                  | -                  | -                  | -          | -          | -          | 15     | 2      |
| 2023                 | Urædd                | 4D                   | 0          | 0          | CN              | 1               | 0               | -                  | -                  | -                  | -          | -          | -          | 1      | 0      |
| Totale Urædd         | Totale Urædd         | Totale Urædd         | 14+        | 1+         |                 | 2+              | 1+              |                    | -                  | -                  |            | -          | -          | 16+    | 3+     |
| Totale               | Totale               | Totale               | 375+       | 46+        |                 | 41+             | 6+              |                    | 15                 | 2                  |            | -          | -          | 431+   | 55+    |

## Palmarès

### Club

#### Competizioni nazionali
- Coppa di Norvegia: 1

Strømsgodset: 2010